# Памятник Хуршидбану Натаван (Эвиан-ле-Бен)
Памятник Хуршидбану Натаван — памятник азербайджанской поэтессе Хуршидбану Натаван, установленный в 2017 году во французском городе Эвиан-ле-Бен.

## История памятника

### Создание и открытие памятника
В 2015 году между городом Эвиан-ле-Бен и городом Исмаиллы в Азербайджане была подписана хартия о дружбе и сотрудничестве. В рамках этой хартии в 2017 году в городе Эвиан-ле-Бен был установлен памятник азербайджанской поэтессе Хуршидбану Натаван и разбит «Азербайджанский сад» напротив отеля Hilton.
Авторами памятника из белого мрамора являются азербайджанские скульпторы народные художники Азербайджана Салхаб Мамедов и Али Ибадуллаев. По словам Мамедова, работа над памятников велась полтора года. Изначально памятник был задуман высотой 2,8 метра, однако администрация города воспротивилась установке памятника выше 2 метров. В итоге постамент был уменьшен, а высота памятника стала едва превышть 2 метра.
Церемония открытия памятника состоялась 3 июля 2017 года на берегу озера Леман по инициативе Фонда Гейдара Алиева. На церемонии открытия приняли участие делегация, возглавляемая главой Исполнительной власти Исмаиллинского района Мирдаметом Садыговым, мэр города Эвиан-ле-Бен Марк Франсина, постоянный представитель Азербайджанской Республики в отделении ООН в Женеве и других международных организациях, посол Вагиф Садыгов, советник по вопросам экономики и сотрудничества с регионами посольства Азербайджана во Франции, временный поверенный Эльмар Мамедов, представитель Фонда Гейдара Алиева Алекбер Гулиев, представители местной общественности и прессы, а также азербайджанцы, живущие во Франции и Швейцарии

### Вопрос о переименовании сада
18 декабря 2023 года в связи с столкновениями на азербайджано-армянской границе в сентябре 2022 года, когда Азербайджан открыл огонь по территории Армении, два оппозиционных политика потребовали на муниципальном совете переименовать «Азербайджанский сад». После этого мэр города уточнил, что все надписи с упоминанием «Азербайджанского сада» уже убраны.

В то же время его заместитель Жан-Пьер Амадио выступил в защиту памятника Натаван,. Отдавая дань уважения поэтессе, он заявил: 
Она известна как свободная женщина, статуя в Эвиане изображает ее без чадры. Конечно, мы поддерживаем армянский народ, но культура и искусство — самые надежные мосты, соединяющие людей и страны. Должны ли мы убрать всё и снести эти мосты?
Вслед за этим консультативный орган при главе Исполнительной власти Исмаиллинского района, распространил заявление, в котором говорилось о прекращении действия Хартии дружбы и сотрудничества, подписанной между Исмаиллы и Эвиан-ле-Бен.

### Акт вандализма и перенос в Париж
В начале января 2024 года памятник подвергся акту вандализма и был облит красной краской. Впоследствии было установлено, что помимо того, что памятник был облит краской, красным цветом были закрашены глаза, а также участки, где было написано имя поэтессы и надпись «Азербайджан». Помимо этого были повреждены область носа и пальцы. Для защиты памятника, он был накрыт спциальным покрытием.
После этого посольство Азербайджана во Франции обратилось с официальным письмом в мэрию города Эвиан-ле-Бен. В письме говорилось, что после акта вандализма памятник больше не может оставаться в этом городе и азербайджанская сторона желает разместить его на территории Культурного центра посольства.
4 марта 2024 года памятник был вывезен из Эвиан-ле-Бена и два дня спустя — доставлен в Париж, в Культурный центр при посольстве Азербайджана во Франции для установки в саду центра.
14 марта президент Азербайджана Ильхам Алиев, выступая на открытии XI Глобального бакинского форума на тему «Восстановление раздробленного мира», осудил данный акт вндализма, а также последующие действия властей Франции в отношении памятника.